# Microrégion de Botucatu
La microrégion de Botucatu est l'une des cinq microrégions qui subdivisent la mésorégion de Bauru de l'État de São Paulo au Brésil.
Elle comporte 7 municipalités qui regroupaient 202 201 habitants en 2006 pour une superficie totale de 4 382 km².

## Municipalités[1]
- Anhembi
- Bofete
- Botucatu
- Conchas
- Pardinho
- Pratânia
- São Manuel